# 栋普坦
栋普坦（法語：Domptin）是法国皮卡第大区埃纳省的一个市镇，属于蒂耶里堡区马恩河畔沙尔利县。该市镇2009年时的人口为654人。

## 人口
栋普坦人口变化图示
| 数据来源：INSEE |